# Prehistoric Predators
Prehistoric Predators è un programma televisivo del 2007 che si basa sul ritrovamento di resti fossili di vari animali preistorici vissuti in passato, tra cui lo  smilodonte e il megalodonte. La serie esplora la biologia e l'ecologia di diversi predatori, la loro evoluzione e le cause della loro scomparsa.

## Animali in primo piano
Pleistocene: 1.8-10.000 anni fa America del Nord: smilodonte, Arctodus simus, Canis dirus, Panthera leo atrox, Bison antiquus, Megalonyx, cavallo di Hagerman, mammut columbiano, caribù e dromedario.
Miocene-Pleistocene: 15-3 milioni di anni fa America Meridionale e America del Nord: kelenken, gliptodonte, homalodoterio, titanis, Canis edwardii, Smilodon gracilis e Equus.
Miocene-Pleistocene: 20-2 milioni di anni fa l'oceano Atlantico: megalodonte, cetoterio, squalodonte, dugongo, squalo bianco e 'tartaruga marina verde.
Oligocene-Miocene: 32-19 milioni di anni fa, Nord America: archeotherio, ienodonte, Dinictis, mesohippo, poebroterio, subhyracodonte, calicoterio, oreodonte, deodonte e Amphicyon ingens.

## Episodi
| N° | Titolo                                     |
| --- | ------------------------------------------ |
| 1 | I felini dai denti a sciabola (Sabretooth) |
| Lo Smilodonte è mostrato come un predatore all'apice, in grado di competere contro altri carnivori come il Canis dirius e capace di abbattere grandi prede come Bisonti e giovani mammut. |                                            |
| 2 | Il Canis dirus (Dire Wolf)                 |
| Il Canis dirus era il canide più grande del suo tempo, viene mostrato come viveva in grandi branchi, e usava questa tattica per abbattere grandi prede come il Bisonte antico e il cavallo del Messico. |                                            |
| 3 | L'orso gigante (Giant Bear)                |
| L'Arctodo, il gigantesco orso dal muso corto, poteva raggiungere quali i tre metri e trenta di altezza e pesava 540 kg , è uno dei mammiferi carnivori più grandi mai esistiti. Grazie alle sue imponenti dimensioni poteva contrastare i suoi competitori, come lo Smilodonte e il Canis dirus, e poteva abbattere grandi prede come i bradipi giganti e i cavalli del Messico, ed inoltre, è entrato in contatto con i primi umani. |                                            |
| 4 | Squali preistorici (Monster Shark)         |
| Il Megalodonte è mostrato come un grande e potente predatore, dedito alla caccia di prede molto più grandi di lui come balene e capodogli. |                                            |
| 5 | Rapaci assassini (Terror Raptor)           |
| Il Kelenken e il Titanis, due uccelli del terrore, vengono mostrati come possenti predatori nei loro rispettivi ambienti. Il primo si nutriva di armadilli e roditori, mentre il secondo si citava di cavalli ed era in diretta competizione con lo smilodonte minore ed il lupo di Edward. |                                            |
| 6 | Il maiale killer (Killer Pig)              |
| L'Archaeotherium era un antenato dei maiali e dei cinghiali, è rappresentato come un predatore spaventoso, che col tempo si è evoluto diventando sempre più grande, diventando il Daeodon, che raggiungeva una tonnellata di peso. Viene mostrato come il suo declino è stato causato dall'arrivo di predatori più sviluppati, gli Amphicyon.                                                                                         |                                            |
| 7 | Denti a rasoio (Razor Jaws)                |
| Lo Ienodonte era un temibile predatore dotato di letali denti affilati a rasoio. Era in competizione con l'entelodonte, ed era un predatore dominante prima dell'arrivo degli Amphicyon, che ne causarono l'estinzione.. |                                            |